# Seebenstein
Seebenstein – gmina w Austrii, w kraju związkowym Dolna Austria, w powiecie Neunkirchen. Według Austriackiego Urzędu Statystycznego liczyła 1 348 mieszkańców (1 stycznia 2014).
Seebenstein znajduje się we wschodniej części Austrii; przy dużej trasie - S6.